# Ethias Trophy 2009
L'Ethias Trophy 2009 è stato un torneo professionistico di tennis maschile giocato sul cemento, che facevano parte dell'ATP Challenger Tour 2009. Si è giocato a Mons in Belgio dal 5 all'11 ottobre 2009.

## Partecipanti

### Teste di serie
| Nazionalità | Giocatore          | Ranking* | Testa di serie |
| ----------- | ------------------ | -------- | -------------- |
| Serbia      | Janko Tipsarević   | 55       | 1              |
| Italia      | Simone Bolelli     | 63       | 2              |
| Russia      | Evgenij Korolëv    | 66       | 3              |
| Francia     | Marc Gicquel       | 68       | 4              |
| Russia      | Tejmuraz Gabašvili | 80       | 5              |
| Belgio      | Olivier Rochus     | 81       | 6              |
| Francia     | Florent Serra      | 82       | 7              |
| Belgio      | Christophe Rochus  | 84       | 8              |

- Ranking al 28 settembre 2009.

### Altri partecipanti
Giocatori che hanno ricevuto una wild card:
- Ruben Bemelmans
- Arthur de Greef
- David Goffin
- Yannick Vandenbulcke

Giocatori passati dalle qualificazioni:
- Serhij Bubka
- Jérôme Haehnel
- Dominik Hrbatý
- Illja Marčenko

## Campioni

### Singolare
Janko Tipsarević ha battuto in finale  Serhij Stachovs'kyj con il punteggio di 7–6(4), 6–3

### Doppio
Denis Istomin /  Evgenij Korolëv hanno battuto in finale  Alejandro Falla /  Tejmuraz Gabašvili con il punteggio di 6(4)–7, 7–6(4), [11–9]